# Раш, Отто
Эмиль Отто Раш (нем. Emil Otto Rasch; 7 декабря 1891, Фридрихсру, Германская империя — 1 ноября 1948, Верштедт, Бад-Зальцдетфурт) — немецкий юрист, бригадефюрер СС, генерал-майор полиции, командир айнзацгруппы С, осуществлявшей массовые убийства на Украине.

## Биография
Отто Раш родился 7 декабря 1891 года в Фридрихсру. Участвовал в Первой мировой войне, служил в Кайзерлихмарине в звании лейтенанта. Потом изучал право, политическую экономию и философию в различных университетах. Получил докторскую степень по политической экономии и философии. Первую докторскую диссертацию он защитил в 1922 году в университете Лейпцига на тему Рынок недвижимости в Великобритании в военное и послевоенное время, а за работу Конституционное положение прусского ландтага он получил степень доктора юридических наук. С 1931 года занимался адвокатской практикой в Лейпциге.
1 сентября 1931 года вступил в НСДАП (билет № 620976), а 10 марта 1933 года был зачислен в ряды СС (№ 107100). После прихода нацистов к власти в Германии стал бургомистром Радеберга, а с 1934 по 1936 год был обербургомистром в Виттенберге. 1 октября 1937 года стал начальником отделения гестапо во Франкфурте-на-Майне, а в марте 1938 года — начальником отделения гестапо в Линце в Верхней Австрии. В феврале 1939 года недолго занимал должность инспектора полиции безопасности и СД в Касселе. В марте 1939 года командовал айнзацгруппой I в Праге. В ноябре 1939 года стал инспектором полиции безопасности и СД в Кёнигсберге. Зимой 1940 года с разрешения Рейнхарда Гейдриха основал «пересылочный лагерь» Зольдау, где было уничтожено примерно 600 польских и советских военнопленных.
С июня по октябрь 1941 года был начальником айнзацгруппы C, следовавшей за группой армий «Юг». Его подразделение за это время уничтожило 80 000 человек. В его подчинении находилась зондеркоманда 4a, которая 29 и 30 сентября 1941 года уничтожила 33 771 киевского еврея в Бабьем Яру. Впоследствии вернулся в Германию, где с 1942 по 1945 год был директором нефтехимической компании Kontinentale Öl в Берлине.
После окончания войны был арестован и стал одним из обвиняемых на процессе по делу об айнзацгруппах в Нюрнберге. 5 февраля 1948 года дело в отношении него было прекращено из-за болезни Паркинсона. Умер 1 ноября 1948 года.

## Звания
- Унтерштурмфюрер СС (1 июля 1936);
- оберштурмфюрер СС (9 ноября 1936);
- гауптштурмфюрер СС (20 апреля 1937);
- штурмбаннфюрер СС (30 января 1938);
- оберштурмбаннфюрер СС (20 апреля 1938);
- штандартенфюрер СС (30 января 1939);
- оберфюрер СС (20 апреля 1939);
- бригадефюрер СС и генерал-майор полиции (14 декабря 1940).

## Награды
- Железный крест 2-го класса[8]
- Ганзейский крест[8]
- Почетный крест ветерана войны с мечами[8]
- Спортивный знак СА в бронзе[8]
- Кольцо «Мёртвая голова»[8]
- Почётный кинжал СС[8]